# Sinergija
Sinergija (iz Grške besede synergos, συνεργός, ki pomeni delati skupaj) se nanaša na pojav, ko dva ali več povzročiteljev oziroma vplivov, ki delujejo skupaj, ustvari efekt, ki je večji od efekta, ki bi ga napovedali, če poznamo samo efekte posameznih povzročiteljev ali vplivov. Pogosto (vendar ne vedno) je napoved vsota vplivov, ki bi jih generiral vsak vpliv posebej. Nasprotje sinergije je antagonizem.
Sinergizem izvira iz teološke doktrine, da človeška volja sodeluje z božjo milostjo pri ponovnem rojstvu (odrešitvi). Izraz se uporablja v širšem, neteološkem smislu od leta 1925.
Sinergija lahko pomeni tudi:
- Vzajemno koristno zvezo, pri kateri je celota večja kot vsota delov.
- Dinamično stanje, pri katerem je kombinirana akcija favorizirana glede na vsoto akcij posameznih komponent.
- Vedenje celotnega sistema, ki ga nismo mogli napodlagi poznavanja vedenja posameznih delov sistema. Angleški izraz za to je emergence.